# Francisco Xavier de Oliveira, Barão de Campo Verde

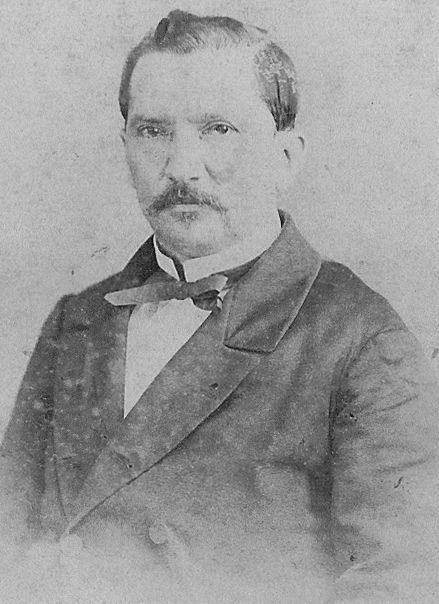
Barão de Campo Verde fotografado por Alberto Henschel

Armas do barão de Campo Verde.

Francisco Xavier de Oliveira, primeiro e único barão de Campo Verde, (? – Pernambuco, 12 de julho de 1876) foi um proprietário rural brasileiro.

José Joaquim de Oliveira e Anna Úrsula Carneiro da Cunha (* 1794 Pernambuco - † 28.XII.1877 Recife) eram os progenitores de Francisco Xavier de Oliveira, os quais eram também progenitores de Hermina Geltrudes de Oliveira (* 1827 Recife - † 5.VI.1902 Rio de Janeiro) e de Lydia Cândida de Oliveira (* 1840 Recife - † 23.XII.1924 Rio de Janeiro). Estas irmãs do barão de Campo Verde, casadas cada qual ao seu tempo acabou por se tornar viúva, respectivamente, de Antônio José de Castro, barão de Benfica e do conselheiro Manuel Buarque de Macedo (* 1.III.1837 Recife - † 28.VIII.1881 São João del Rey, MG).

Segundo nota fúnebre publicada na primeira página do jornal A Província (Recife), edição número 915 editada aos 13 de Julho de 1876 o barão de Campo Verde nunca terá sido bafejado pela fortuna nos seus negócios e terá sido este motivo por que morreu pobre.

Casou-se com Joaquina Neves de Oliveira, com a qual não gerou descendência.
Elevado a barão por decreto de 6 de junho de 1867.